# U18-Världsmästerskapet i ishockey för damer 2009
U18-Världsmästerskapet i ishockey för damer 2009 var det andra U18-Världsmästerskapet i ishockey för damer. Toppdivisionen avgjordes i Füssen, Tyskland, mellan 5 och 10 januari 2009.
VM Division I spelades i Chambéry, Frankrike, under perioden 28 december 2008-2 januari 2009.
Det var första gången som mästerskapet innehöll två divisioner istället för en.

## Slutställning
| Toppdivisionen | Toppdivisionen | Toppdivisionen |
| -------------- | -------------- | -------------- |
| Guld           | USA            |                |
| Silver         | Kanada         |                |
| Brons          | Sverige        |                |
| 4.             | Tjeckien       |                |
| 5.             | Finland        |                |
| 6.             | Tyskland       |                |
| 7.             | Ryssland       |                |
| 8.             | Schweiz        |                |

| Division I | Division I |
| ---------- | ---------- |
| 9.         | Japan      |
| 10.        | Frankrike  |
| 11.        | Slovakien  |
| 12.        | Österrike  |
| 13.        | Norge      |